# Bulbophyllum lagaroglossum
Bulbophyllum lagaroglossum är en orkidéart som beskrevs av Jaap J. Vermeulen. Bulbophyllum lagaroglossum ingår i släktet Bulbophyllum och familjen orkidéer. Inga underarter finns listade i Catalogue of Life.